# Strażnica KOP „Sołtanowszczyzna”

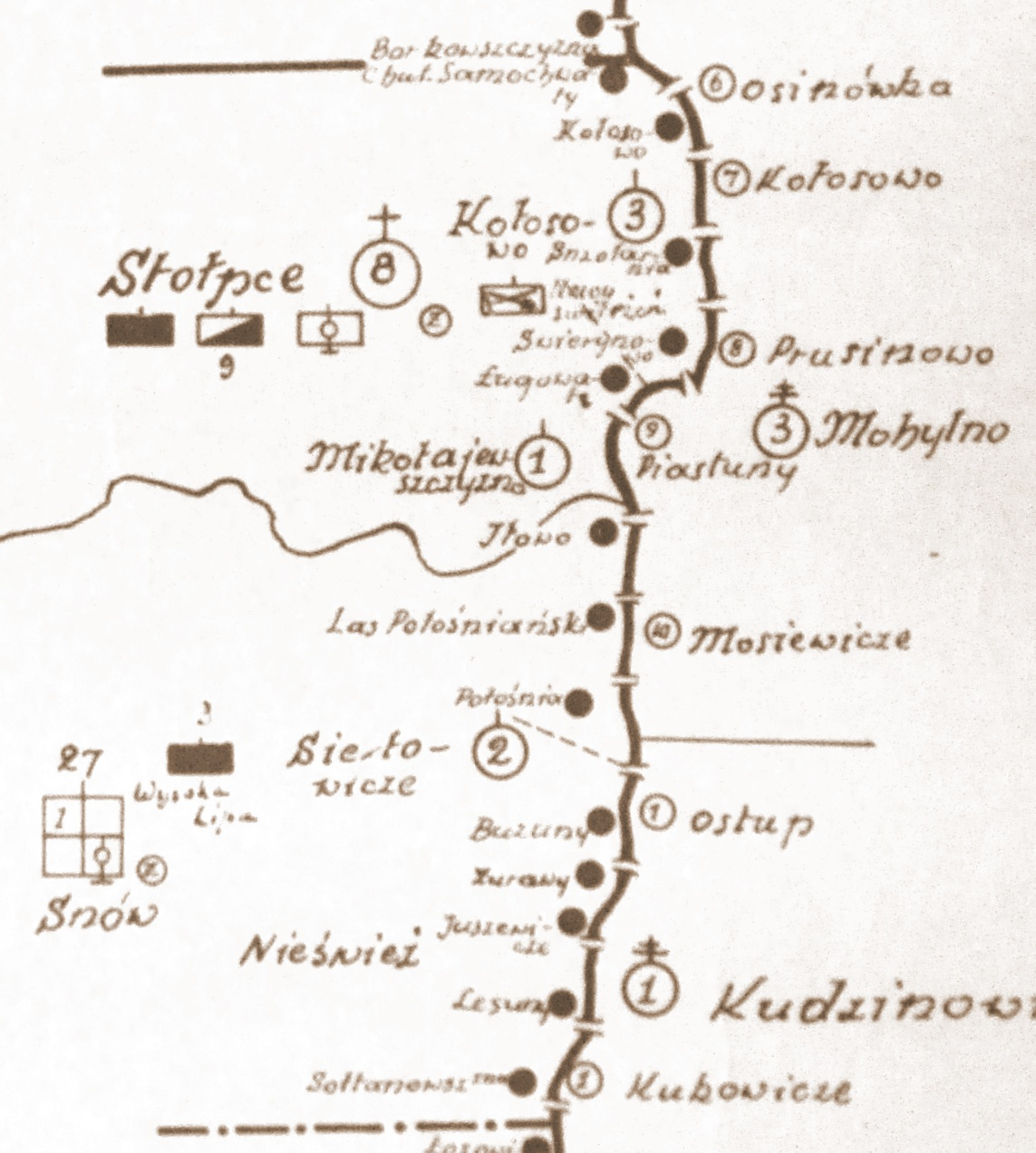
Szkic rozmieszczenia batalionu KOP „Stołpce” w 1931 roku

Strażnica KOP „Sołtanowszczyzna” – zasadnicza jednostka organizacyjna Korpusu Ochrony Pogranicza pełniąca służbę ochronną na granicy polsko-sowieckiej.

## Formowanie i zmiany organizacyjne
W 1924 w składzie 2 Brygady Ochrony Pogranicza, został sformowany 8 batalion graniczny. W 1928 roku w skład batalionu wchodziło 13 strażnic. 76 strażnica KOP „Sołtanowszczyzna” w latach 1928 – 1939 znajdowała się w strukturze 2 kompanii KOP „Siejłowicze”  batalionu KOP „Stołpce”. Strażnica liczyła około 18 żołnierzy i rozmieszczona była przy linii granicznej z zadaniem bezpośredniej ochrony granicy państwowej.
W 1932 obsada strażnicy zakwaterowana była w budynku KOP. Strażnicę z macierzystą kompanią łączyła droga polna długości 11,5 km.

## Służba graniczna
Podstawową jednostką taktyczną Korpusu Ochrony Pogranicza przeznaczoną do pełnienia służby ochronnej był batalion graniczny. Odcinek batalionu dzielił się na pododcinki kompanii, a te z kolei na pododcinki strażnic, które były „zasadniczymi jednostkami pełniącymi służbę ochronną”, w sile półplutonu. Służba ochronna pełniona była systemem zmiennym, polegającym na stałym patrolowaniu strefy nadgranicznej, wystawianiu posterunków alarmowych, obserwacyjnych i kontrolnych stałych, patrolowaniu i organizowaniu zasadzek w miejscach rozpoznanych jako niebezpieczne, kontrolowaniu dokumentów i zatrzymywaniu osób podejrzanych, a także utrzymywaniu ścisłej łączności między oddziałami i władzami administracyjnymi. Strażnice KOP stanowiły pierwszy rzut ugrupowania kordonowego Korpusu Ochrony Pogranicza.
Strażnica KOP „Sołtanowszczyzna” w 1932 ochraniała pododcinek granicy państwowej szerokości 4 kilometrów 476 metrów od słupa granicznego nr 862 do 867, a w 1938 pododcinek szerokości 6 kilometrów 200 metrów od słupa granicznego nr 860 do 867.
Sąsiednie strażnice:
- 75a strażnica KOP „Lesuny” ⇔ 77 strażnica KOP „Łozowicze” - 1928[12] [2], 1929[3], 1931[4] , 1932[13], 1934[6]
- strażnica KOP „Juszewicze” ⇔ strażnica KOP „Łozowicze” - 1938[7]